# Крапивна (Тульская область)
Крапи́вна — село (бывший город) в Щёкинском районе Тульской области России. В прошлом имел названия Кропивна и Солова.
В рамках административно-территориального устройства является центром Крапивенской сельской администрации Щёкинского района, в рамках организации местного самоуправления является центром сельского поселения Крапивенское.

## География
Село расположено на реке Плава в 40 км к юго-западу от Тулы. Высота над уровнем моря — 161 м.

## Население
| 1894 | 1939  | 2002  | 2010  |
| ---- | ----- | ----- | ----- |
| 2859 | ↘2595 | ↘1259 | ↘1069 |

## История
Впервые Крапивна упоминается в завещании князя Дмитрия Донского в 1389 году, в котором он отказывает её в пользу своей жены, княгини Евдокии. Существует также версия о более позднем основании Крапивны в 1568 году.
В 1571 году Крапивна была разрушена во время нападения крымского хана Девлета I Гирея на Тулу.
В XVII веке Крапивна была охвачена крестьянскими волнениями. В 1605 году войско Лжедмитрия I, двигаясь на Москву, сделало остановку в Крапивне. Отсюда были посланы гонцы в Москву с обращением Лжедмитрия к Думе и народу. Получив известия о перевороте в Москве, Лжедмитрий перешёл из Крапивны в Тулу, где его поздравляли и преподносили подарки.
В 1606 году отряд во главе с Лжедмитрием II отправился «х Козелску… а под иные городы посла воевод, Дедилов, Кропивну и Епифань взяша взятием». Трудно сказать, насколько пострадала при этом Крапивна, но термин «взятие», употреблённый в «Новом летописце», означает вооружённый штурм города.
Летом 1607 года правительство Василия Шуйского направило под Крапивну воевод князя Юрия Ушатого и С. Кропоткина. Ушатый должен был разорить местность, занятую повстанцами, но не справился со своей задачей, и в помощь ему был прислан воевода князь Пётр Урусов с отрядами казанских татар, чувашей и черемисов. Автор «Карамзинского хронографа» сообщал, что «тотаром и черемисе велено украиные и северских городов людей воевать, и в полон имать, и животы их грабить за их измену и за воровство». Однако посылка инородческих отрядов под Крапивну также окончилась неудачей: «…и Урусов князь Петр изменил, побежал в Крым с ыными мурзами». На самом деле Урусов бежал к своему отцу в Ногайскую орду, после чего «со отцем своим и с нагайскими татары много зла содея по всем украиным градом». Неудача под Крапивной встревожила царя. Пока Крапивна и Одоев сохраняли верность Лжедмитрию, повстанцы могли в любой момент подойти вплотную к тульскому осадному лагерю со стороны Болхова. Чтобы устранить эту угрозу, на юг был направлен воевода князь Данило Мезецкий, которому удалось занять сначала Крапивну, а затем Одоев.
Осенью 1607 года войска Василия Шуйского после взятия Тулы полностью очистили окрестности Крапивны от отрядов повстанческой армии Ивана Болотникова.
В 1613 году Крапивна была взята и сожжена казаками атамана Ивана Заруцкого. Он приказал повесить вместе с женой и детьми прибывшего в город стрелецкого голову Ю. Ю. Лопатина, который должен был привести к присяге новому царю Михаилу Фёдоровичу жителей Крапивны и окрестных деревень.
В 1619 году после неудачной для Русского государства Смоленской войны с Речью Посполитой и заключения Деулинского перемирия в Крапивну из Новосиля был передислоцирован Сторожевой разрядный полк.
В 1615/16 году Крапивна была перенесена на новое место в устье реки Плавы.
В 1709 году Крапивна вошла в состав Московской губернии, с 1777 года — уездный город Тульского наместничества, а с 1797 по 1923 год — центр Крапивенского уезда Тульской губернии.
В 1924—1958 годах Крапивна была центром Крапивенского района.

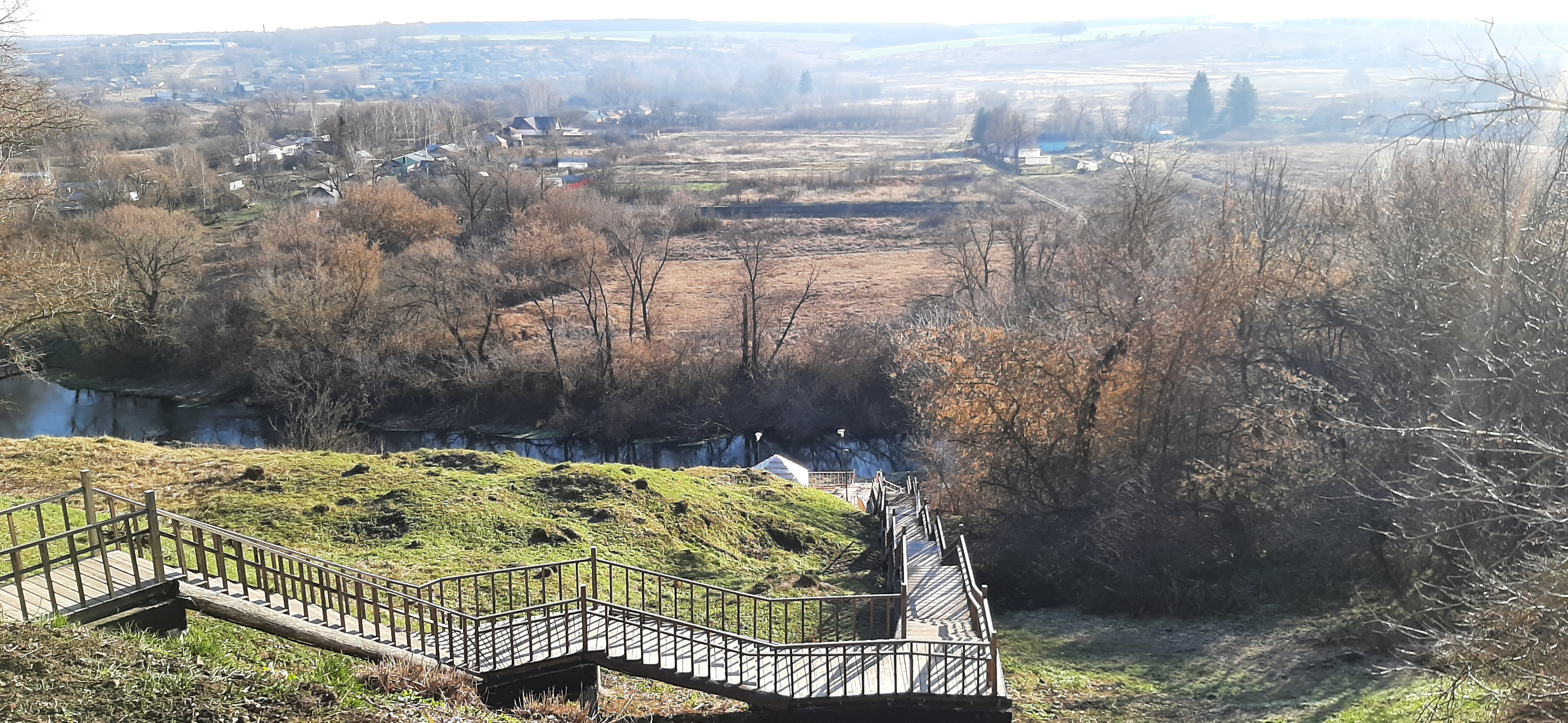
Спуск к р. Плава

С 2002 года в селе проводится ежегодный «Фестиваль крапивы».
В соответствии с приказом министерства культуры России и министерства регионального развития России от 29 июля 2010 года № 418/339 село включено в перечень исторических поселений Российской Федерации.

## Достопримечательности
- Троицкая церковь (бывш. Крапивенский Троицкий монастырь)
- Всехсвятская кладбищенская церковь
- Здание полицейского управления (Музей земства)
- Филиал государственного мемориального и природного заповедника музей-усадьба Л. Н. Толстого «Ясная Поляна».